# Daniel Saravia
Daniel Fernando Saravia Villarroel (Santa Cruz de la Sierra; 30 de octubre de 1989) es un futbolista boliviano. Juega como centrocampista y su equipo actual es Real Santa Cruz de la Primera División de Bolivia.

## Clubes
| Club              | País    | Año           |
| ----------------- | ------- | ------------- |
| Destroyers        | Bolivia | 2018          |
| Sport Boys Warnes | Bolivia | 2019-2020     |
| Real Santa Cruz   | Bolivia | 2021-presente |